# Галльмерсгартен
Галльмерсгартен (нем. Gallmersgarten) — община в Германии, в земле Бавария.
Подчиняется административному округу Средняя Франкония. Входит в состав района Нойштадт-ан-дер-Айш-Бад-Виндсхайм. Подчиняется управлению Бургбернхайм. Население составляет 784 человека (на 31 декабря 2010 года). Занимает площадь 15,17 км².
Община подразделяется на 7 административных единиц.

## Население
По оценке на 31 декабря 2015 года население общины Галльмерсгартен составляет 737 чел. 

| Дата      | 1840 | 1871 | 1900 | 1925 | 1939 | 1950 | 1961 | 1970 | 1987 | 2011 |
| --------- | ---- | ---- | ---- | ---- | ---- | ---- | ---- | ---- | ---- | ---- |
| Население | 620  | 777  | 965  | 885  | 845  | 1256 | 949  | 850  | 782  | 784  |

| Год       | 1960 | 1970 | 1980 | 1990 | 2000 | 2009 | 2010 | 2011 | 2012 | 2013 | 2014 | 2015 |
| --------- | ---- | ---- | ---- | ---- | ---- | ---- | ---- | ---- | ---- | ---- | ---- | ---- |
| Население | 945  | 842  | 787  | 789  | 794  | 786  | 784  | 788  | 738  | 756  | 755  | 737  |